# Saygı ve Düet
Saygı ve Düet ist ein am 2. Mai 2017 erschienenes Studioalbum des türkischen Arabeske-Sängers Hakkı Bulut. Es erschien über das Label Ati Müzik. In diesem Album werden die bekanntesten und beliebtesten Lieder Buluts, die sogenannten „Klassiker“, neu interpretiert und gemeinsam mit einem anderen Künstler im Duett vorgetragen. Auf dem Album sind unter anderem Yıldız Tilbe und Hüseyin Tatlıses, welcher İbrahim Tatlıses’ Bruder ist, vertreten.

## Cover
Von dem Album existieren zwei Cover-Versionen. Auf dem einen ist Hakkı Bulut in der Mitte des Covers zu sehen, er trägt einen schwarzen Smoking und lächelt. Um ihn herum sind die Künstler, die als Duettpartner auf dem Album vertreten sind, in kleinen runden Bildern abgedruckt. Der Hintergrund ist weiß.
Auf dem zweiten Cover ist Bulut mit demselben Smoking wie auf dem ersten Cover zu sehen, er sitzt auf einem Sessel und scheint nachzudenken.

## Titelliste
| #   | Titel                                        | Länge |
| --- | -------------------------------------------- | ----- |
| 1.  | Ben Köylüyüm (feat. Yıldız Tilbe)            | 4:57  |
| 2.  | Falcı (feat. Murat Kurşun)                   | 5:02  |
| 3.  | Ben Buyum (feat. Mahmut Tuncer)              | 4:40  |
| 4.  | İkimiz Bir Fidanız (feat. Mehtap Yılmaz)     | 4:10  |
| 5.  | Ağlama Küçüğüm (feat. Gökhan Doğanay)        | 5:36  |
| 6.  | Kul Hatasız Olmaz (feat. Nuray Hafiftaş)     | 4:15  |
| 7.  | Kıskanıyorum (feat. Ferman Toprak)           | 4:16  |
| 8.  | Son Mektup (feat. Hamiyet Etyemez)           | 5:01  |
| 9.  | Ben Tövbemi Geri Aldım (feat. Uygar Doğanay) | 4:28  |
| 10. | Küsmeyin Aynalar (feat. Hüseyin Tatlıses)    | 5:44  |
| 11. | İntizarım Var (feat. Latif Doğan)            | 5:10  |
| 12. | Güzel Alsın Canımı (feat. Hüseyin Kağıt)     | 3:38  |